# چرچیل (فیلم)
چرچیل (انگلیسی: Churchill) یک فیلم سینمایی بریتانیایی در ژانر درام تاریخی و جنگی به کارگردانی جاناتان تپلیتسکی که در سال ۲۰۱۷ منتشر شد. در این فیلم به زندگی وینستون چرچیل در ژوئن سال ۱۹۴۴ میلادی می‌پردازد.
از بازیگران آن می‌توان به برایان کاکس، میراندا ریچاردسون، و جان اسلتری اشاره کرد.